# تيراتشينا كالشيو
تيراتشينا كالشيو (بالإيطالية: Terracina Calcio 1925)، نادي كرة قدم إيطالي يقع في مدينة تيراتشينا في إيطاليا، تأسس عام 1925 وييلعب حاليا في الدوري الإيطالي الدرجة الرابعة .
1. ↑  "Terracina Calcio 1925 - Transfers 14/15" en (بالإنجليزية). Archived from the original on 2019-12-10. Retrieved 2020-02-12. {{استشهاد ويب}}: الوسيط غير صالح |script-title=: بادئة مفقودة (help)